# Santa Maria de Corbera
Santa Maria de Corbera és una església de Corbera de Llobregat (Baix Llobregat), catalogada com a bé cultural d'interès local.

## Història
Es troba al nucli antic de Corbera de Dalt, al cim d'un turó on hi havia el castell dels barons de Corbera i possiblement l'antiga capella romànica, de la qual es conserva un tram de socolada a les parets sud-est. Aquesta, amb un atri i una sola nau amb els altars de Sant Joan i Santa Magdalena al seu interior, va ser consagrada abans del 1295, quan Bernat Marimon de Plegamans, senyor de Corbera, l'esmenta com a part del recinte del seu castell.
Posteriorment, va ser objecte de successives ampliacions i reformes: sagristia (1492), capella de Santa Magdalena al costat de l'atri (1487), campanar (1508), capella de Sant Joan (1522), capella del Rosari (1589), sengles capelles de Santa Bàrbara i Sant Roc (1594), cor sobre l'atri (1600), incorporació de l'atri a la nau central (1611), modificació de la façana principal (1711-1777), nova capella de Santa Magdalena (1825), presbiteri i cambril (1858), capella del Santíssim (1885), baptisteri (1940), ampliació de la capella del Santíssim (1964) i restauració de l'exterior del campanar (1988).

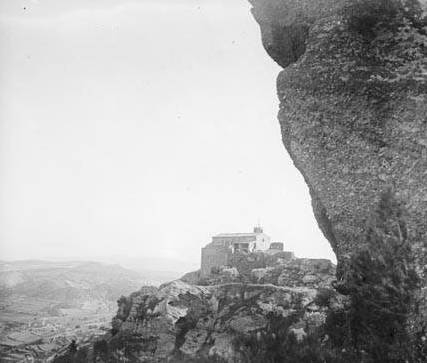
Vista de L'església des del nord-oest (entre 1915 i 1930)

## Descripció
Bastida amb gres vermell, integra elements de diferents estils arquitectònics (romànic, gòtic, barroc i, externament, neoclàssic) afegits en el decurs dels segles. Té la façana orientada a sud-oest i és de planta rectangular, d'una sola nau (coberta amb teulada a dues vessants) amb capelles laterals (obertes per arcs de mig punt) i un campanar vuitavat (amb la base quadrada) integrat a la façana de migdia i que té gravat a la cara sud un rellotge de sol amb una data interior a la reconstrucció del temple. Hi ha tres campanes, anomenades Maria, Magdalena i Telma. A l'interior es conserva la imatge gòtica del segle xv de Santa Magdalena, copatrona de la vila.